# Louise Arbour
Louise Arbour (Montreal, 10 februari 1947) is een Canadees diplomaat en jurist. Ze was hoge commissaris voor de mensenrechten van de Verenigde Naties (VN), rechter van het Hooggerechtshof van Canada en hoofdaanklager bij het Joegoslavië-tribunaal en het Rwanda-tribunaal. Sinds juli 2009 is ze voorzitter van de International Crisis Group, een NGO die zich richt op vredesopbouw en conflictbemiddeling. Ze schreef geschiedenis als eerste aanklager van een zittend staatshoofd, Slobodan Milošević, verdacht van oorlogsmisdaden en misdaden tegen de menselijkheid.

## Levensloop
Arbour werd geboren in Montreal als dochter van Bernard Arbour en Rose Ravary, de eigenaren van een hotelketen. Haar middelbare school, een strenge rooms-katholieke meisjesschool, had een grote invloed op haar persoonlijke ontwikkeling: "Op een bepaalde manier leerden de nonnen mij om altijd mijn uiteindelijke doel te bereiken, al moet je daarvoor soms een rebel zijn."
Het jaar 1970 was van groot belang voor haar leven en haar toekomstige loopbaan. De Canadese regering had een Oorlogswet uitgevaardigd, waarmee vele burgerlijke vrijheden meteen werden opgeschort. Dit was een reactie op de ontvoeringen die door Franstalige separatisten werden uitgevoerd. "Mijn kijk op het bestuur veranderde hierdoor dramatisch, met name door het gebruik/misbruik van macht. Ik besefte dat het publiek behoefte heeft aan volledige informatie en een sceptische houding tegenover de autoriteiten."
In 1972 werkte ze als assistente van een lid van het Canadees Hooggerechtshof, terwijl ze haar rechtenstudie afmaakte. In 1973 leidde ze de Rechtshervormingscommissie in Canada. Ze was ook voorzitter van de Canadese Vereniging voor Burgervrijheden totdat ze rechter werd van het Hooggerechtshof van Ontario in 1987. In 1995 werd ze voorzitter van een commissie die de aanklachten over een vrouwengevangenis in Kingston, Ontario moest onderzoeken.

## Hoofdaanklager Joegoslavië-tribunaal
Een belangrijke datum in het leven van Arbour was 26 mei 1999. Op die dag beschuldigt zij, als hoofdaanklager van het Joegoslavië-tribunaal, de Servische president Slobodan Milošević van oorlogsmisdaden en misdaden tegen de menselijkheid. Het was de eerste keer dat een zittend staatshoofd hiermee geconfronteerd werd. Zowel voor Arbour zelf, als voor het aanzien van het internationaal recht, een kantelpunt. Tegelijkertijd werkte zij even intensief aan het Rwanda-tribunaal.
Maar Arbour oogst ook veel kritiek van diplomaten en de internationale pers vanwege haar aanklacht tegen Milosevic. Het proces zou een mislukking worden en de vrede in het oorlogsgebied van ex-Joegoslavië nog verder weg brengen. Achteraf kreeg zij gelijk, toen ze de legitimiteit van het recht boven de wens tot vrede stelde.
Het Joegoslavië-tribunaal kwam tot stand dankzij een uitspraak van de Veiligheidsraad van de Verenigde Naties, een politiek orgaan. Maar diegenen die werden aangeklaagd, zagen het ook, volgens Arbour, als een politiek middel (van hun tegenstanders) om hen te kunnen veroordelen: selectief en bevooroordeeld. Zij bestrijdt dit: "Het uitgangspunt voor een tribunaal is dat individuele personen schuldig zijn en dat er geen sprake kan zijn van collectieve schuld. Daarmee moeten massale wraakacties worden voorkomen en een proces van verzoening dichterbij."
Arbour zei "oorlogstribunalen lijken vaak ad hoc te worden opgezet, zoals bij Sierra Leone en Cambodja. Zinvoller is het om dit soort rechtbanken bij VN-verdrag op te richten, ondertekend door alle lidstaten. Recht als instrument voor vrede."
Arbour maakte haar 4-jarige termijn, als hoofdaanklager, niet af. In 1999 stopte ze; als reden noemde ze oververmoeidheid en de wens naar Canada terug te keren om daar in het Hooggerechtshof zitting te nemen.

## Onderscheidingen
2000: Four Freedoms Award voor vrijwaring van vrees

## Hoge commissaris voor de Mensenrechten
Op 20 februari 2004 werd ze verkozen tot hoge commissaris voor de mensenrechten van de Verenigde Naties (VN), een functie die ze vanaf juli van dat jaar op zich nam. Ze was de opvolger van Sérgio Vieira de Mello, die in 2003 omkwam tijdens een bomaanslag in Bagdad. Zelf is ze op 1 september 2008 opgevolgd door Navanethem (Navi) Pillay.
In haar denken heeft het uitvoeren van het recht (bijna) altijd voorrang. Zo constateerde zij, met betrekking tot de 8 jaar ambtsuitoefening van George W. Bush, een aanzienlijke terugval van fundamentele rechten, op het gebied van burgerlijke en politieke vrijheden. Zij doelde hiermee op het gebruik van de basis op Guantanamo Bay en de geheime gevangenissen van de CIA. Ook liet zij zich kritisch uit over de situatie in Tibet en Syrië.
Als hoge commissaris voor de Mensenrechten van de VN had zij vaak lastige gesprekken met de lidstaten, maar staten hebben nu eenmaal verplichtingen tegenover hun burgers die zij moeten naleven.

## Nevenactiviteiten
Tijdens haar carrière heeft ze ook gepubliceerd op het gebied van de rechtsprocedure, het strafrecht, burgervrijheden en genderproblemen, in zowel het Frans als het Engels. Van tijd tot tijd schreef ze voor Criminal Reports, Canadian Rights Reporter, en Osgoode Hall Law Journal.
Ze heeft 27 eredoctoraten ontvangen van verschillende universiteiten.
Ze was ook het onderwerp van een speelfilm uit 2005, Hunt for Justice, waarin haar strijd, om Bosnisch-Servische oorlogsmisdadigers voor de rechter te krijgen, verbeeld wordt.
In 29 juli 2006 presenteerde zij op een internationale conferentie de Verklaring van Montreal, waarin de rechten van lgbt'ers, dat wil zeggen homoseksuelen, biseksuelen en transgenders, zijn vastgelegd. Ook bepleitte ze de naleving van de Yogyakarta-beginselen: een volledig verbod op discriminatie, op grond van seksuele geaardheid. 
In 2008 ontving zij de Mensenrechtenprijs van de Verenigde Naties.